# Џесика Сута
Џесика Сута (енгл. Jessica Sutta) је плесачица, певачица и глумица из САД, најпознатија као чланица групе Пусикет долс. Рођена је 15. маја 1982. године у Мајамију, Флорида. Имала је само три године када је кренула на часове плеса. Када је имала четрнаест година, преселила се у Њујорк, с намером да упише Плесну академију. Након повреде оба колена, пребацила се на студије позоришне глуме, пре него што се вратила плесу. 1999. године се придружила плесном тиму Мајами Хит, а капитен овог тима постала је 2001. године.
Појавила се у многим спотовима, као што су спотови Вила Смита и Глорије Естефан. 2002. године глумила је у шведској теленовели Ocean Ave, која је била хит у Флориди. Те године се, такође, преселила у Калифорнију, тачније у Лос Анђелес. Чланица плесне трупе Пусикет долс постала је 2002. Светска звезда постала је 2005. године, када су Пусикет Долс стекле славу као музичка група. Групу је напустила почетком 2010.
У септембру 2007. године, заједно са Дејвом Одом је снимила песму "", која је постала хит број један на листи "Billboard Hot Dance Club Play". Такође, са Полом Ван Дајком је снимила песму "", која је заузела прво место на листи "". Године 2011. потписала је уговор са познатом издавачком кућом Hollywood Records, и издала први сингл "Show Me". Њен први соло албум под називом "Sutta Pop" биће објављен ускоро.

## Дискографија
- 2007: Make It Last (Dave Aude feat. Jessica Sutta)
- 2007: White Lies (Paul van Dyk feat. Jessica Sutta)
- 2010: I Wanna Be Bad
- 2011: Where Ever You Are (Cedric Gervais feat. Jessica Sutta)
- 2011: Show Me